# Lambert Meertens
Lambert Guillaume Louis Théodore Meertens ou Lambert G. L. T. Meertens (né le 10 mai 1944 à Amsterdam) est un  informaticien hollandais. Il est professeur émérite à l'université d'Utrecht depuis 2009 et chercheur au  Kestrel Institute (en), un centre de recherche informatique sans but lucratif à Palo Alto', au Stanford Research Park (en).

## Biographie

### Carrière
Meertens est chercheur au Centrum voor Wiskunde en Informatica (CWI) à Amsterdam jusqu'en 1986. En 1987, il est nommé professeur de technologie de programmation à l'université d'Utrecht, puis professeur extraordinaire pour la construction de logiciels en 1995 jusqu'à son éméritat en 2009.  

### Informatique musicale
Dans les années 1960, Meertens applique les grammaires affixes à la description et à la composition de musique ;  il obtient un prix spécial du jury au congrès de 1968 de l'International Federation for Information Processing (IFIP) à Édimbourg pour son quatuor à cordes, Quartet No. 1 in C Major for 2 Violins, Viola and Violoncello engendré par ordinateur, basé sur une grammaire affixe non contextuelle,. La partition du quatuor est parue comme Mathematical Centre Report MR 96 en 1968.

### Langages de programmation
Meertens est un des coauteurs du Revised ALGOL 68 Report. Il est à l'origine et l'un des concepteurs du langage de programmation ABC. Avec  Richard Bird (en), Meertens est l'un de concepteurs du formalisme de Bird-Meertens (en),. Son coauteur Richard Bird lui a « fait don » d'un nombre qu'il a appelé le nombre de Meertens (en). Meertens a publié notamment sur la programmation fonctionnelle est la programmation récursive.

### Autres activités
De 1999 à 2009, il était président du IFIP Working Group 2.1 (en) (Algorithmic Languages and Calculi). Politiquement engagé, il était président du Parti socialiste pacifiste (PSP) de 1975 à 1981.

## Distinctions
- 2007 : Silver Core Award de l'International Federation for Information Processing (IFIP)[10],[2].
- 2015 : IFIP Outstanding Service Award